# Ferro e cartone
Ferro e cartone è il quarto album in studio del cantante italiano Francesco Renga, pubblicato nel 2007 dalla Universal Music Group.

## Copertina
La copertina è composta da una foto con in primo piano Francesco Renga su uno sfondo islandese; sulla parte inferiore vi è il progetto di un ragno meccanico. All'interno del libretto compaiono altri progetti di animaletti meccanici (pipistrello, cane, pesce, armadillo, scimmia, gatto): questi sono gli schemi degli animaletti-robot che l'art director dell'album Alberto Bettinetti crea con pezzi di elettrodomestici. Alternati a questi disegni si trovano altre foto di Renga in Islanda, scattate da Alessio Pizzicanella, e i testi delle canzoni. Sul retro della copertina c'è la dedica "05.05.2006_Questo lavoro è dedicato a Leonardo...Buona vita!". Inoltre nel libretto sono contenute alcune citazioni dal vangelo (Luca 12, 49-57).
Quattro i singoli estratti dall'album: Ferro e cartone, Cambio direzione, Dimmi... e Dove finisce il mare.

## Tracce
1. Cambio direzione - 3:48 (Parole: F. Renga / Musica: F. Renga, L. Chiaravalli)
2. Coralli - 4:07 (Parole: F. Renga / Musica: F. Renga, L. Chiaravalli)
3. Dimmi... - 3:42 (Parole: F. Renga / Musica: F. Renga, L. Chiaravalli)
4. Come mi viene - 4:02 (Parole: F. Renga / Musica: F. Renga, L. Chiaravalli, M. Lancini, C. Rustici)
5. Ferro e cartone - 3:57 (Parole: F. Renga, M. Lancini / Musica: F. Renga, M. Lancini, M. Flubba, L. Chiaravalli)
6. Vedrai - 4:24 (Parole: F. Renga / Musica: F. Renga, M. Lancini, C. Rustici)
7. L'uomo che ho immaginato - 3:36 (Parole: F. Renga / Musica: S.Y.G. Fernande, L. Chiaravalli)
8. Preda dei venti - 3:44 (Parole: F. Renga / Musica: F. Renga, L. Chiaravalli)
9. Ikebana - 3:57 (Parole: F. Renga / Musica: F. Renga, L. Chiaravalli)
10. Lo specchio - 4:00 (Parole: F. Renga / Musica: F. Renga, L. Chiaravalli)
11. Dove finisce il mare - 4:27 (Parole: F. Renga / Musica: F. Renga, L. Chiaravalli)

## Formazione
- Francesco Renga - voce
- Corrado Rustici - chitarra, flauto
- Davey Faragher - basso
- Peter John Vettese - pianoforte, organo Hammond, sintetizzatore
- Luca Chiaravalli - tastiera, pianoforte
- Michael Urbano - batteria, percussioni
- Doug Hull - corno francese

## Classifiche

### Classifiche settimanali
| Classifica (2007) | Posizione massima |
| ----------------- | ----------------- |
| Italia            | 1                 |

### Classifiche di fine anno
| Classifica (2007) | Posizione |
| ----------------- | --------- |
| Italia            | 73        |